# Греческий военно-морской флот во Второй мировой войне
Греческий военно-морской флот (греч. Ελληνικό Βασιλικό Ναυτικό — Королевский флот Греции, либо просто Βασιλικό Ναυτικό, сокр. ΒΝ — Королевский флот, официальное название ВМФ Королевства Греция, включая период пребывания греческого правительства в изгнании во время оккупации Греции странами «оси») вступил во Вторую мировую войну 28 октября 1940 года с началом вторжения в Грецию итальянских войск. После того как греческие вооружённые силы отразили вторжение и перенесли военные действия на территорию оккупированной Албании, 6 апреля 1941 года на помощь войскам фашистской Италии пришли немецкие вооружённые силы, вторгшиеся в Грецию из союзной им Болгарии. Понеся большие потери от самолётов люфтваффе, при приближении германской армии к Афинам корабли ВМФ Греции оставили свою базу на острове Саламин, а затем, после падения Крита 31 мая, перебазировались в Египет и Палестину.
Базируясь в основном в Александрии, ВМФ Греции продолжил войну, действуя как в Средиземном море, так и в Атлантике и Индийском океане. Обновлённый и расширенный за годы войны, ВМФ Греции вернулся на свою базу 17 октября 1944 года, после того как греческая столица была освобождена Народно-освободительной армией Греции:747.

## Подготовка Греции к войне в период 1936—1940
В докладе Верховного военного совета под номером 122 от 14 декабря 1932 года отмечалось:

Состояние обороноспособности страны — трагическое. <…> требуется методическое восполнение недостатков, чтобы обеспечить элементарный уровень обороны, без которого существование государства находится под вопросом.

В «Истории греческой нации» отмечается: «В сухопутной армии, к концу войны в Абиссинии (1935—1936), наблюдалась серьёзнейшая нехватка военного снабжения, что делало проблематичной мобилизацию в случае войны. Флот располагал немногими боеспособными и современными единицами, в то время как полностью отсутствовали береговые фортификации. Авиация не являлась силой, которую можно было бы брать в учёт, как по числу самолётов, так и по числу персонала».
Подгοтовка страны к войне была произведена в период 1936—1940 годов, без иностранной военной помощи, собственными средствами. Если расходы на оборону в период 1923—1936 годов достигали 3 млрд драхм, то в период 1936—1940 годов они увеличились почти в 5 раз, достигнув 15,7 млрд драхм. Германия, пытаясь обеспечить хотя бы нейтралитет Греции в грядущей войне, оказывала содействие экономике Греции, закупила весь экспортный греческий табак на 6 лет вперёд и предоставляла займы на покупку военного снабжения, соглашаясь на их погашение клирингом. В то же время США, Великобритания и Франция соглашались поставлять оружие и военное снабжение только за иностранную валюту.

## Подготовка флота к войне
Адмирал Димитриос Фокас в своём докладе, увидевшем свет в 1953 году, под заголовком «Доклад о деятельности Королевского флота в войну 1940—1944» пишет о подготовке флота к войне:

Эта программа предусматривала подготовку Греции на море, в качестве союзницы Британии, с тем чтобы сделать её способной внести свой вклад в союз, основываясь в основном на полное использование своего географического положения.

Скудные финансовые ресурсы государства не позволяли значительного увеличения морских сил. Исследователь Димитрис Галон считает что в значительной степени ограничение довоенных финансовых возможностей греческого государства было связано с тем, что после 1922 года Греция была вынуждена приютить 1,25 миллионов беженцев из Малой Азии и Восточной Фракии и что эта проблема оставалась острой до начала Второй мировой войны.
Усилия по увеличению морской мощи ограничились заказом в Англии двух эсминцев, «Василевс Георгиос» и «Василисса Ольга», делая упор на, по возможности, более совершенную подготовку персонала и организацию флота. Было принято решение построить ещё 2 однотипных эсминцев («Василевс Константинос» и «Василисса София»), на, строящейся в тот период, греческой верфи Скараманга. Планы о покупке других кораблей, включая 2 немецкие подлодки и несколько торпедных катеров, остались планами. Огромные нужды сухопутных сил ограничивали финансирование проектов ВМФ. Д. Галон считает, что кроме объективных финансовых проблем, ВМФ был отстранён на второй план финансирования и рассматривался «видом роскоши» «ограниченной пользы», также из-за участия флота в мятеже 1935 года, организованном сторонниками Элевтерия Венизелоса.
Страна была вынуждена ограничить покупку дорогостоящих новых кораблей, и немногочисленные субсидии были направлены на программу фортфикаций, снабжение кораблей флота необходимыми боеприпасами, торпедами, минами и создание государственной судостроительной верфи в Скараманга. Предполагалось, что эта верфь должна была взять на себя систематическое обновление боевых состава флота. Издание «JANE’s FIGHTING SHIPS» 1939 года отмечало, что Греция планировала построить в период 1937—1940 годов 12 эсминцев и 2 подводные лодки. Недостроенная верфь Скараманга, база греческого флота на острове Саламина и порт Пирей были разрушены англо-американской авиацией в конце войны, когда в этом не было никакой необходимости. Адмирал Фокас отмечает также, что Греция в довоенные годы не располагала значительными запасами иностранной валюты, в то время как англичане и американцы требовали оплаты в фунтах и долларах. Лишь страны «оси» соглашались на ведение торговли посредством клиринговой системы. Греция была вынуждена обратиться к ним, чтобы удовлетворить тот необходимый минимум для нужд армии и флота, погашая заказы экспортом табака, изюма, руд и «других продуктов скудной греческой земли». Особое внимание было уделено укреплению обороны побережья, созданию безопасных морских путей и баз, для обеспечения морских перевозок при мобилизации армии и снабжения страны. План предусматривал, что греческая армия будет отражать любое вторжение сама, считая что помощь извне маловероятна. Подгοтовка армии и строительство укреплений было нацелено на отражение вторжения из Болгарии. Для охраны греческого побережья от возможной высадки или с Додеканеса (находившегося под итальянским контролем), или из итальянских портов южной Адриатики, предполагалась создать несколько фортификаций.

## Линия Метаксаса и морские форты
Если греко-сербские отношения были традиционно дружественными и греко-сербская граница оставалась неукреплённой, то греко-болгарские отношения были напряжёнными практически с момента создания болгарского государства в конце XIX века. Тот факт, что Болгария не присоединилась в довоенный период к альянсу Греции, Югославии, Румынии и Турции, усилил недоверие и подозрение в том, что Болгария может предпринять военные действия против Греции, с целью получения реванша за поражения во Второй Балканской и Первой мировой войнах и пересмотра их результатов. Было принято решение возвести укрепления на всём протяжении греко-болгарской границы. Эти укрепления получили имя «Линия Метаксаса». Кроме «Линии Метаксаса» и её 21 фортов были построены 8 прибрежных морских форта:
- Северный форт острова Эгина;
- Южный форт острова Эгина;
- Форт островка Флевес, на подходе к Пирею;
- Форт Араксос на Ионическом море;
- Форт залива Нотиос-Эввоикос;
- Форт залива Вориос-Эввоикос;
- Форты Карабурну и Тузла на подходе к Салоникам.

При этом адмирал Фокас отмечает, что перевозка двух сдвоенных артиллерийских башен калибра 12"/45 с линкора «Лемнос», каждая из которых весила 900 тонн, и установка их на вершине Эгины, была «техническим подвигом, совершённым службами флота и греческой промышленностью».

## Накануне войны
Несмотря на то, что торговый флот Греции был уже задействован в начавшейся войне посредством подписанного в январе 1940 года англо-греческого Военного торгового соглашения (англ. War Trade Agreement), правительство генерала Метаксаса заявляло о своём нейтралитете и пыталось удержать Грецию вне войны. Многочисленные итальянские провокации накануне войны либо замалчивались, либо приписывались «неизвестным» самолётам и кораблям. 12 июля 1940 года 3 итальянских самолёта совершили бомбёжку и пулемётный обстрел греческого вспомогательного судна «Орион», когда оно обслуживало маяк на острове Грамвуса. Подоспевший на спасение «Ориона» эсминец «Идра» также подвергся бомбардировке в греческих территориальных водах:122.
«Орион», формы которого напоминали танкер, в течение последующих 2 месяцев подвергся нападению ещё 2 раза:123.
31 июля 1940 года итальянский самолёт сбросил 4 бомбы на 2 греческих эсминца стоявших в Навпакте, но не поразил свои цели:121.
2 августа итальянский самолёт сбросил 6 бомб на катер «А-6» греческой таможни в Коринфском заливе:123.
Кульминация итальянских провокаций и вызовов наступила 15 августа 1940 года. В этот день православная Греция празднует Успение Богородицы и главное празднование происходит на острове Тинос, в Церкви Благовещения. По традиции ВМФ присылал на остров корабль, экипаж которого являлся почётным караулом при выносе чудотворной иконы Богородицы. В 1940 году эта честь была предоставлена старому крейсеру «Элли». Торпедирование и потопление у причала в мирное время «неопознанной» подводной лодкой старого крейсера было, по выражению итальянского посла в Афинах Эмманнуэле Грацци, «гнусной акцией» против не имеющего военного значения корабля:136.
Грацци пишет, что «в душе греческого народа не было и малейшего сомнения» в том кто совершил этот акт и что результатом «преступления на Тиносе» было «почти чудотворное объединение греческого народа», до того разделённого политическими страстями:136.

## Начало войны
Вечером 27 октября Граци получил текст ультиматума, который он должен был вручить 28 октября в 3 часа ночи, предоставив греческому правительству 3 часа на ответ. Не дожидаясь ответа, на многих участках границы итальянское наступление началось в 05:30:158.
«Чувствуя отвращение к собственной профессии», за то что «долг сделал его соучастником подобного бесчестия», Граци предъявил ультиматум Метаксасу, в доме генерала. Генерал прочитал ультиматум и печальным, но твёрдым голосом ответил на французском «Ну что ж, это война!» (фр. Alors, c'est la guerre!):165.
Сегодня Греция отмечает ежегодно этот ответ и начало войны как День Охи (День «Нет»). Ни Муссолини, ни оккупированные страны Европы (кроме Британии), склонившие голову перед фашизмом, не ожидали этого ответа от маленькой страны. Андре Жид, обращаясь в тот же день к К. Димарасу, как представителю Греции, говорил: «Вы представляете для нас пример мужественной добродетели и реального достоинства. И какую благодарность и восхищение вы вызываете, поскольку вы, в очередной раз, дали всему человечеству веру, любовь и надежду»:14.
Учитывая тот факт, что для покорения Франции «оси» понадобилось 45 дней (несмотря на оказанную ей военную помощь и присутствие там больших британских сил), Польши — 37 дней, Бельгии — 18 дней, Голландии — 5 дней, Дании — всего 12 часов, в то время как Болгария, Венгрия, Румыния и Албания присоединились к «оси» добровольно или под давлением, мир не ожидал чудес от Греции. Верховное греческое командование тоже не верило в чудеса и дало установку приграничным войскам на поэтапное отступление и на бои «в честь оружия». Современный греческий историк Т. Герозисис в своём фундаментальном труде «Офицерский корпус и его роль в современном греческом обществе, 1821—1975» пишет:

Командование армии и диктаторский режим не подозревали, что младшие офицерские чины ощущали твёрдое намерение народа оказать сопротивление любому чужеземному вторжению.

Этим объясняется, что на поле боя в секторе Элеа-Каламас генерал-майор Кацимитрос, «сумасшедший» командир VIII дивизии, добился «неожиданного» успеха, что на поле боя полковник Давакис и майор Каравиас, возглавляя отряд в 2 тысячи солдат и защищая фронт протяжённостью в десятки км, блокировали продвижение мощнейшей итальянской дивизии «Джулия»:528.
После побед в сражениях на Пинде и в секторе Элеа-Каламас, греческая армия перенесла военные действия на территорию Албании. Это была первая победа стран антифашистской коалиции против сил «оси».

## Состав ВМФ Греции к началу греко-итальянской войны в 1940 году
Греческий военно-морской флот, противостоявший одному из лучших и самых современных европейских флотов — КВМС Италии, включал в себя:
- 1 броненосный крейсер «Георгиос Авероф», 30-летний корабль с серьёзными техническими проблемами, в особенности с котлами;
- 1 выведенный из строя броненосец «Килкис»;
- 2 новых эсминца английской постройки, возрастом 2 года: «Василевс Георгиос» и «Василисса Ольга»;
- 4 эсминца итальянской постройки, возрастом примерно 7 лет, с проблемами с техническим состоянием и отсутствием запчастей: «Псара», «Спеце», «Идра» и «Кунтуриотис»;
- 4 эсминца английской постройки, возрастом около 30 лет: «Леон», «Аэтос», «Пантир» и «Иэракс»;
- 6 подводных лодок французской постройки, из которых 4 возрастом более 13 лет: «Протей» (Y-3), «Нерей» (Y-4), «Тритон» (Y-5), «Главк» (Y-6), а также 2 меньшего размера, возрастом 14 лет: «Кацонис» (Υ-1) и «Папаниколис» (Y-2);
- 4 эсминца водоизмещением 350 тонн (именовались также миноносцами), возрастом 35 лет: «Тиэлла», «Сфендони», «Ники» и «Аспис»;
- 5 миноносцев, водоизмещением 240 тонн, возрастом в 26 лет: «Пруса», «Пергамос», «Киос», «Кидониэ» и «Кизикос»;
- 4 миноносцев водоизмещением в 125 тонн, возрастом 26 лет: «Эгли», «Алкиони», «Дорис» и «Аретуса»;
- 4 тральщика: «Алиакмон», «Аксиос», «Нестос» и «Стримонас»;
- 1 плавмастерская «Гефест», возрастом в 20 лет.

## Действия ВМФ в ходе греко-итальянской войны
Согласно итальянским источникам, которые приводит греческий адмирал Мезивирис, итальянский ВМФ не был информирован о готовящемся вторжении в Грецию и не был представлен на совещании 15 октября 1940 года, где было принято решение о занятии греческих островов и портов. Когда эти решения были до ведены до сведения итальянского флота, его командование выразило возражения, поскольку этот шаг осложнял для итальянцев стратегическую обстановку в Восточном Средиземноморье и Ионическом море. 22 октября итальянскому флоту был дан приказ, кроме перевозок в Албанию, подготовить высадку на греческий остров Керкира. После начала войны 28 октября, части предназначенные к высадке, были направлены ночью 31 октября к Керкире, но на следующий день получили приказ высадиться как можно быстрее в албанской Авлоне, в силу неблагоприятного развития операций на албанском фронте.
Что касается ВМФ Греции, учитывая тот факт, что Додеканес находился под итальянским контролем с 1911 года и на этих островах базировались как надводные корабли, так и подводные лодки, с первого дня войны греческий флот приступил к созданию дополнительных минных полей.
Уже на третий день после итальянского вторжения, 31 октября, 2 греческих эсминца («Псара» и «Спеце») — предприняли обстрел итальянских позиций на албанском побережье, напротив греческого острова Керкира. Адмирал Мезивирис отмечает, что операция носила более психологический характер, напоминая итальянцам о присутствии греческого флота. Позже, эскадра греческих эсминцев 3 раза предприняли рейды в Адриатику, несмотря на присутствие там мощных группировок итальянского флота.
Первый рейд состоялся 14 ноября и дойдя до острова Сасон (Сазани) 5 греческих эсминцев, не повстречав ни одного итальянского судна, вернулись в Патры. Адмирал Мезевирис пишет, что хотя операция получила широкую огласку в Греции и за рубежом, она не преследовала какой либо объективной цели и была весьма рискованной.
Рейд был повторен 15 декабря эскадрой 3 греческих эсминцев, вернувшихся на базу без результата, в очередной раз не встретив итальянских судов.
Рейд был совершен в третий раз 5 января 1941 года, эскадрой из 5 греческих эсминцев. И на этот раз эскадра не встретила итальянские суда, завершив этот рейд обстрелом Авлоны (Влёра). Отмечая дерзкий и провокационный характер этих рейдов, адмирал Мезевирис объясняет бездействие итальянского флота опасением итальянцев, что их корабли могли оказаться в ловушке британского флота. Учитывая исход этих трёх рейдов и риски связанные с ними, греческое правительство приняло решение не повторять их.
С другой стороны, итальянский флот, невзирая на провокационные действия греческих эсминцев, ограничился незначительными обстрелами греческих позиций на побережье Эпира и обстрелом пустынного побережья острова Самос, произведенного эскадрой, базировавшейся в архипелаге Додеканес.
Греческие подводные лодки, несмотря на свой возраст, успешно осуществляли систематические атаки против итальянских конвоев, перевозивших войска и снабжение в Албанию. Имя подводной лодки «Папаниколис» (Y-2) и её командира Мильтиада Йатридиса получили широкую известность в греческом народе. Однако адмирал Мезевирис, не умаляя славу подводников, отмечает, что несмотря на огромный психологический фактор деятельности греческих подводников, эта деятельность имела незначительные последствия для морских перевозок между Италией и Албанией. Согласно итальянским источникам, которые приводит Мезевирис, потери при перевозке морем во время экспедиции против Греции были весьма малыми. До конца апреля 1941 года было перевезено 516 440 солдат (при потерях 0,18 %), 510 688 тонн грузов (потери составляли 0,2 %), 87 092 коней и мулов (0 % потерь) и 15 951 автомобилей и танков (0,55 % потерь). Как самая значительная потеря упоминается пароход Sardegna, водоизмещением в 11 450 тонн, потопленный греческой подлодкой «Протей» (Y-3), которая в свою очередь была потоплена итальянским эсминцем Antares. В ходе войны греческие подлодки потопили ещё 3 итальянских грузовых судна, доведя суммарное водоизмещение потопленных судов до 21 368 тонн.
C другой стороны деятельность итальянских подлодок не была отмечена ни единым успехом против греческих конвоев, что итальянская сторона объясняла отсутствием опыта их подводников.
Основной задачей ВМФ Греции, в ходе греко-итальянской войны, было сопровождение конвоев, перевозящих армию и снабжение к северным границам Греции. Эта задача была выполнена с абсолютным успехом и без потерь, исключая потери отмеченные с началом немецкого вторжения. Морские перевозки были особенно напряжёнными в первые недели войны. В силу полуостровной-островной географии Греции, основные силы ВМФ, 10 больших эсминцев, были вынуждены сопровождать конвои с торговыми судами, на которых перебрасывались на север дивизии из Афин, Крита и островов Архипелага. Одновременно, эсминцы обеспечивали продолжение экономической жизни островов в военное время. Эти же эсминцы обеспечивали безопасность морского пути от Дарданелл на Афины и Салоники и с января 1941 года стали сопровождать конвои из Египта. Навигацию в греческих заливах взяли под защиту малые эсминцы и миноносцы. При этом греческие эсминцы не располагая современными системами обнаружения подводных лодок и противовоздушным оружием для борьбы с самолётами на больших высотах.
К концу ноября 1940 года морские перевозки, связанные с мобилизацией армии, были почти завершены. Было перевезено около 60 000 солдат, 25 000 коней мулов и других животных и тысячи тонн снабжения. Перевозки были продолжены и в декабре, но с меньшей интенсивностью. В декабре были перевезены 18 000 солдат и 3500 животных. После того как напряжение с армейскими перевозками уменьшилось, несколько эсминцев было задействовано для защиты пассажирских линий на острова Хиос, Лесбос и Крит.
В январе 1941 года, для сопровождения конвоев из Египта, были предоставлены 5 греческих эсминцев. Адмирал Мезевирис упоминает «специальное» задание, полученное эсминцем «Василевс Георгиос» 28 января 1941 года. Премьер-министр Метаксас был при смерти, врачи подняли руки, заявив что его жизнь в руках Всевышнего. По просьбе семьи премьера, генштаб приказал эсминцу доставить с острова Тинос чудотворную икону Богородицы из Церкви Благовещения. Эсминец немедленно отправился к Тиносу, но вскоре был отозван — премьер Метаксас умер. В марте 1941 года, после ввода войск Германии в союзную ей Болгарию, английское правительство приняло решение послать в Грецию немногочисленный британский корпус. Конвои из Египта стали более частыми и греческие эсминцы были в основном задействованы в их сопровождении.

## Немецкое вторжение
Германский генштаб подготовил план операции «Марита» в декабре 1940 года, подписав также соглашение об участии болгарской армии в войне и предоставлении Болгарии греческих территорий в Македонии и Фракии.
Германия начала ввод своих частей в союзную ей Болгарию 6 февраля 1941 года и развёртывала их на греко-болгарской границе. Одновременно Болгария мобилизовала 14 своих дивизий.
Итальянское весеннее наступление 9—15 марта 1941 года в Албании показало, что итальянская армия не могла изменить ход событий, что делало вмешательство Германии для спасения своего союзника неизбежным. По просьбе греческого правительства, которое предвидело интервенцию Германии, до конца марта 1941 года Великобритания послала в Грецию 40 тысяч своих солдат. При этом англичане заняли вторую линию обороны по реке Алиакмон, вдали от линии фронта в Албании и потенциального театра военных действий на греко-болгарской границе:543.
Германская армия, вторгшаяся в Грецию из Болгарии 6 апреля 1941 года, не смогла с ходу взять линию приступом. Германские 18-й и 30-й армейские корпуса атаковали «Линию» с 6 апреля и имели только ограниченный успех. В течение 4-х дней, несмотря на массированный артобстрел и использование штурмовой авиации и рукопашных боёв, немцы не могли занять господствующие позиции греческой линии обороны. 2-я танковая дивизия 18-го армейского корпуса вермахта, совершив обходной манёвр, пересекла болгаро-югославскую границу 8 апреля и, не встретив здесь значительного сопротивления, через практически не прикрытую греко-югославскую границу вышла к Фессалоники 9 апреля, отсекая таким образом группу дивизий Восточной Македонии (4 дивизии и 1 бригада) от греческой армии в Албании, продолжавшей сражаться против итальянцев. Путь на Афины был открыт.
В своей речи в Рейхстаге 4 мая 1941 года, Гитлер сделал следующее заявление:

Историческая справедливость обязывает меня заявить, что из всех противников, которые нам противостояли, греческий солдат сражался с наибольшим мужеством. Он сдался только тогда, когда дальнейшее сопротивление стало невозможным и бесполезным.

К концу войны, Гитлер заявил 30 марта 1944 года Лени Рифеншталь, как следует из её мемуаров: «Вступление Италии в войну обернулось для нас катастрофой. Если бы итальянцы не напали на Грецию и им не понадобилась наша помощь, война приняла бы другой оборот, мы бы успели захватить Ленинград и Москву до наступления русских морозов».

## Оставление базы флота и Крита
Дорога на Афины была открытой для германских дивизий. Греческих частей на их пути практически не было. В Афинах было объявлено Военное положение. В атмосфере пораженчества и проявления германофильства некоторых генералов, 18 апреля состоялось заседание министерского совета под председательством премьера Александроса Коризиса. Правительство и король Георг приняли решение оставить континентальную Грецию и перебраться на Крит. После совета состоялся разговор Коризиса с королём Георгом. Коризис ушёл с этой встречи опустошённым и направился домой, где покончил жизнь самоубийством.
21 апреля 1941 года правительство возглавил Эммануил Цудерос. 23 апреля правительство Цудероса, вместе с королевской семьёй отбыли на Крит, в то время как разрозненные части греческой армии, под командованием «сумасшедших» офицеров, отказывавшихся капитулировать, отступали с боями к морским портам, чтобы добраться до Крита или Египта:554.
При приближении немцев к Афинам корабли флота получили приказ оставить базу на Саламине и идти на юг. В эти недели ВМФ Греции потерял 25 кораблей, в то время как потери греческого торгового флота, в течение месяца, достигли 220 581 БРТ, что составляло 18 % его потенциала.
Все потери, как ВМФ Греции, так и греческого торгового флота, были результатом деятельности люфтваффе. Среди прочих судов, самолёты люфтваффе потопили плавучие госпитали, невзирая на знаки Красного креста и их полное освещение ночью: «Аттика» — 11 апреля 1941 года, «Эсперос» — 21 апреля, «Эллинис» — 21 апреля, «Сократис» — 21 апреля, «Поликос» — 25 апреля и «Андрос» — 25 апреля.
С началом боёв за Крит король и премьер 20 мая покинули Крит и морем прибыли в Александрию 22 мая.
Крит пал 31 мая. Корабли ВМФ Греции, под командованием адмирала Александра Сакеллариу, перебазировались в Александрию, для продолжения войны.
Греция выстояла в войне против двух держав «оси» 216 дней, что само по себе, по выражению контр-адмирала Сотириса Георгидиса, было «Греческим чудом» и выделяло её среди других европейских стран, за исключением непокорённой Осью, на тот момент только Великобритании, а затем Советского Союза.

## Потери ВМФ Греции в период с 28 октября по 31 мая 1941 года
За исключением подводной лодки «Протей» (Y-3), все потери греческого флота являются результатом деятельности люфтваффе:
- 1 линкор (броненосец) «Килкис» — 24 апреля 1941 года;
- 5 эсминцев: «Василевс Георгиос» — 24 апреля 1941 года, «Псара» — 20 апреля 1941 года, «Идра» — 22 апреля 1941 года, «Тиэлла» — 22 апреля 1941 года, «Леон» — 15 мая 1941 года;
- 1 подводная лодка «Протей» (Y-3) — 29 декабря 1940 года;
- 9 миноносцев: «Киос» — 23 апреля 1941 года, «Пруса» — 4 апреля 1941 года, «Кизикос» — 25 апреля 1941 года, «Пергамос» — 25 апреля 1941 года, «Кидониэ» — 26 апреля 1941 года, «Дорис» — 23 апреля 1941 года, «Алкиони» — 23 апреля 1941 года, «Эгли» — 24 апреля 1941 года, «Аретуса» — 25 апреля 1941 года;
- 4 тральщика: «Аксиос» — 26 апреля 1941 года, «Альакмон» — 21 апреля 1941 года, «Нестос» — 26 апреля 1941 года, «Стримон» — 24 апреля 1941 года.

## Состав ВМФ Греции, ушедшего после падения Крита 31 мая 1941 года на Ближний Восток
- 1 броненосный крейсер «Георгиос Авероф» (30-летний корабль);
- 9 эсминцев: «Василисса Ольга», «Спеце», Кунтуриотис, «Аэтос», «Пантир», «Иэракс», «Сфендони», «Ники» и «Аспис»;
- 5 подводных лодок: «Кацонис» (Υ-1), «Папаниколис» (Y-2), «Нерей» (Y-4), «Тритон» (Y-5) и «Главк» (Y-6);
- 2 транспорта: «Марит» и «Мерск»;
- 5 тральщиков: «Севасти», «Христос», «Агиос Георгиос», «Талия» и «Ливанос»;
- 1 плавмастерская «Гефест»;
- 2 мобилизованных пассажирских суда: «Коринтия» и «Иония».

## В оккупированной Греции
С началом тройной, германо-итало-болгарской, оккупации Греции и после того как король и правительство покинуло страну, Сопротивление в самой Греции возглавила Коммунистическая партия Греции, которая выступила с инициативой создания Освободительного фронта (ЭАМ) в сентябре 1941 года, и который организовал в декабре 1941 года свой центральный военный комитет, образовавший затем в феврале 1942 года Освободительную армию (ЭЛАС).
В рамках Освободительной армии и используя всевозможные малые суда, был создан Греческий народно-освободительный флот (ЭЛАН). Действия эмиграционного правительства и командования ВМФ, базировавшегося в Египте, в том что касалось оккупированной Греции, имели другую направленность. Деятельность эмиграционного правительства и командования ВМФ была сконцентрирована на:
- эвакуации персонала ВМФ на Ближний Восток;
- сборе разведывательной информации для греческой и армии и флота на Ближнем Востоке и для союзников;
- заботе о семьях моряков, служивших на Ближнем Востоке;
- периодической отправки моряков ВМФ в оккупированную Грецию для сбора информации и для производства налётов.

## Частичный исход офицеров и рядового состава из оккупированной Греции
В годы оккупации Греции эмиграционное правительство создало на Ближнем Востоке вооружённые силы, принявшие участие в боях в Северной Африке, а затем в Италии. Одновременно, эмиграционное правительство формировало эти силы для возвращения в страну. Число греческих военнослужащих на Ближнем Востоке достигло 20 000 человек. Кроме добровольцев из греческого населения Египта и Палестины, эти силы состояли из военнослужащих эвакуированных из Греции в 1941 году и из вновь прибывающих (бежавших) из оккупированной Греции. Из доклада Константина Доксиадиса, составленного в 1945 году, следует, что в период 1941—1944 годов, из оккупированной Греции, на Ближний Восток, бежали 45 000 человек, из них 15 000 военнослужащих. Бегство происходило морем через нейтральную Турцию, или сразу в Египет или Палестину. При этом тысячи погибли в море или были задержаны оккупационными властями и расстреляны.

## Операции ВМФ Греции в период 1941—1944 с основной базой на Ближнем Востоке
Основной задачей греческого флота стало сопровождение конвоев союзных торговых кораблей в Средиземном море. В 1943 году, из 41 боевых кораблей сопровождавших конвои в Средиземном море, 27 принадлежали британскому флоту, 11 греческому и только 3 французскому. Греческие военные корабли действовали и в Атлантике от Англии и до Кейптауна.
Значительным было участие греческого флота в высадке союзников в Сицилии. В операции приняли участие греческие эсминцы «Вассилиса Ольга», «Адриас», «Миаулис», «Пинд», «Канарис», корвет «Сахтурис» и старые «Ники» и «Аспис».
При этом, «Канарис», под командованием коммандера Дамилатиса, бывший в «первой волне» высадки союзников, заслужил в историографии почётное место первого союзного боевого корабля, вошедшего под обстрелом береговых батарей в порт Аугуста 11 июля 1943 года. Кроме этого, в ходе операции, между 11 июля и 22 августа, союзные корабли потопили 9 итальянских и 4 немецких подводных лодки, одну из которых потопил греческий эсминец «Пинд». В ходе этой же операции, греческий эсминец «Вассилиса Ольга», вместе с британским HMS Jervis, потопил итальянский эсминец RN Castore, 1 миноносец и 2 грузовых судна.
Как признание вклада ВМФ Греции в войну, 10 сентября 1943 года греческий эсминец «Вассилиса Ольга» возглавил союзную эскадру (HMS Warspite, HMS Valliant, HMS Faulknor, HMS Fury, HMS Echo, HMS Intrepid, HMS Raider, Le Terrible) принимавшую сдачу итальянского флота. Итальянский флот, бывший до того самым большим в Средиземном море, сдался союзникам на церемонии в Александрии 16 сентября 1943 года, в присутствии командующего ВМФ Греции, адмирала Александриса, находившегося на борту тральщика «Картериа».
Корабли ВМФ Греции приняли участие в союзной высадке десантов в Анцио в 1944 году (эсминцы «Крити» и «Фемистоклис», и танкодесантные корабли «Самос», «Лимнос» и «Хиос»).
14 сентября в северной части Эгейского моря героически погибла подводная лодка «Кацонис» (Υ-1). Таким образом, из 6 подводных лодок, которыми располагал ВМФ Греции в начале войны, 4 были пожертвованы на алтарь Победы: «Главк» (Y-6) — 12 мая 1942 года, «Тритон» (Y-5) — 16 ноября 1942 года.
В Додеканесской операции (сентябрь — ноябрь 1943 года), кроме частей спецназа греческого «Священного отряда», действовавшего на островах как в роли морских пехотинцев, так и воздушных десантников, были задействованы корабли ВМФ Греции. В ходе операции, 26 сентября, эсминец «Вассилиса Ольга» был атакован 25 самолётами Junkers Ju 88 и потоплен в бухте Лакки, Лерос. Капитан корабля, коммандер Георгиос Блессас, 6 офицеров и 65 других членов экипажа погибли вместе с кораблём.
22 октября 1943 года эсминец «Адриас» подорвался на мине в районе острова Калимнос, потерял свою носовую часть, но не затонул. После аварийного ремонта силами экипажа и без носовой части, эсминец дошёл до Александрии, встречаемый возгласами восхищения экипажей всех находившихся там союзных кораблей.

## Восстание
В апреле 1944 года, греческий флот и армейские части на Ближнем Востоке восстали. Восставшие, пытались предотвратить послевоенное британское вмешательство в Грецию в поддержку греческой монархии, и требовали признания греческих частей и флота на Ближнем Востоке частями Народно-освободительной армии Греции. Эпицентром восстания флота в Александрии стали эсминец «Крити» и плавмастерская «Гефест». Экипаж эсминца «Пинд» выбросил перед отходом старших офицеров в море и совершил переход в Мальту, пытаясь привлечь к восстанию греческие корабли, находящиеся на этом острове, после чего перешёл в Италию и, войдя в контакт с компартией Италии, отказался продοлжать службу в королевском флоте. После подавления восстания, моряки восставших греческих кораблей, в числе заключённых в британские лагеря 10 тысяч греческих солдат и матросов, прошли фильтрацию, прежде чем вернуться на борт своих кораблей.

## Нормандская операция
В союзной высадке в Нормандии (июнь — август) 1944 года, наряду с 4 торговыми греческими судами, приняли участие греческие корветы «Томбазис» и «Криезис».
Греческие торговые пароходы «Агиос Спиридон» (капитан Г. Самотракис) и «Георгиос П.» (капитан Д. Парисис), экипажи которых были укомплектованы добровольцами, были затоплены на мелководье, для создания волнолома.

## Боевые корабли вошедшие в состав ВМФ Греции в период 1941—1944
Признавая вклад ВМФ Греции в общую борьбу и морские достоинства его экипажей, союзники передали греческому флоту ряд новых и подержанных кораблей, которые в любом случае были в лучшем состоянии, по сравнению с существующими до того кораблями в составе греческого флота. Просьба адмирала Мезевериса в 1943 году, на восполнение потерь греческих подводных лодок (4 погибшие подлодки из первоначальных 6) не была удовлетворена, поскольку строительство подлодок не удовлетворяло нуждам самого британского флота. Однако адмирал Мезевирис был запрошен Британским адмиралтейством, намерен ли ВМФ Греции, в случае предоставления подводных лодок, использовать их на Дальнем Востоке, против флота Японии. Связавшись с морским министерством эмиграционного греческого правительства в Каире адмирал Мезевирис ответил положительно.
В 1942—1943 году греческий флот получил в Англии следующие новые корабли:
- 6 эсминцев: «Адриас», «Миаулис», «Пинд», «Канарис», «Крити» и «Фемистоклис»;
- 4 корвета: «Томбазис», «Криезис», «Сахтурис» и «Апостолис».

В период 1942—1943 греческий флот получил от США и Британии следующие подержанные корабли:
- 1 охотник «Василевс Георгиос ΙΙ»;
- 4 танкодесантных корабля: «Лесвос», «Самос», «Лимнос» и «Хиос»;
- 13 тральщиков: «Паралос», «Саламина», «Картериа», «Афроэсса», «Алфиос», «Пиниос», «Ахелоос», «Эвротас», «Сперхиос», «Кассос», «Кос», «Лерос» и «Патмос»;
- 4 маленьких плавредства.

В период 1943—1944 годов из Англии были получены:
- 2 новых английских эсминца: «Эгеон» и «Хэстингс»;
- 2 подержанных английских эсминца: «Саламис» и «Наварино»;
- 1 новая британская подводная лодка «Пипинос»;
- 1 трофейная итальянская подводная лодка «Матрозос».

## Потери ВМФ Греции в период 1941—1944 годов
В период 1941—1944 годов потери ВМФ Греции составили:
- 2 эсминца: «Вассилиса Ольга» — 26 сентября 1943 года, «Адриас» — 22 октября 1943 года;
- 3 подводные лодки: «Главк» (Y-6) — 12 мая 1942 года, «Тритон» (Y-5) — 16 ноября 1942 года, «Кацонис» (Υ-1) — 14 сентября 1943 года;
- 2 тральщика: «Кос» и «Кассос».

Эсминец «Адриас» подорвался 22 октября 1943 года на мине в районе острова Калимнос, потерял свою носовую часть, но не затонул. После аварийного ремонта силами экипажа и без носовой части, эсминец сумел дойти до Александрии в день покровителя греческих моряков, Святого Николая, 6 декабря 1943 года, встречаемый возгласами восхищения экипажей всех находившихся там союзных кораблей. После войны и как признание заслуг экипажа этого греческого корабля, Британский флот передал Греческому флоту ещё один эсминец этого типа, также получившего имя «Адриас».

## Состав ВМФ Греции на момент возвращения в Грецию, после освобождения страны в октябре 1944 года
17 октября 1944 года эмиграционное правительство прибыло в освобождённый силами Народно-освободительной армии Греции.
Пирей, на борту ветерана Балканских войн, броненосца «Авероф».
Вернувшийся в страну флот был значительно более молодым и сильным, по сравнению с флотом оставившим страну в 1941 году, чтобы продолжить борьбу против сил «оси». В составе нового флота основными единицами были:
- 1 броненосный крейсер «Георгиос Авероф»;
- 15 эсминцев: «Адриас», «Миаулис», «Пинд», «Канарис», «Крити», «Фемистоклис», «Спеце», Кунтуриотис (эсминец), «Саламис», «Наварино», «Эгеон», «Хэстингс», «Аэтос», «Пантир» и «Иэракс»;
- 4 корвета: «Томбазис», «Криезис», «Сахтурис» и «Апостолис»;
- 5 подводных лодок: «Пипинос», «Матрозос», «Делфин», «Папаниколис» (Y-2) и «Нерей» (Y-4);
- 1 охотник «Βасилевс Георгиос ΙΙ»;
- 4 танкодесантных корабля: «Лесвос», «Самос», «Лимнос», «Хиос»;
- 13 тральщиков: «Паралос», «Саламина», «Картериа», «Афроэсса», «Алфиос», «Тасос», «Таврос», «Ахелоос», «Эвротас», «Кассос», «Кос», «Лерос» и «Патмос»;
- 1 плавмастерская «Гефест».

## Декабрьские события 1944 года
Опасения восставших в 1943 году не были беспочвенны. Почти сразу после своего возвращения в Грецию корабли ВМФ Греции были использованы, на стороне британских сил, в боях против отрядов Народно-освободительной армии Греции.
При этом, если эсминец «Крити», передвигаясь в акватории 10 кв. миль, в течение 20 дней, обстреливал позиции городских отрядов Народно-освободительной армии, то экипаж эсминца «Канарис» отказался принять участие в обстреле и был послан к острову Лесбос, принять участие в относительно более мирной операции:230.